# Pierre-Gaspard Chaumette
Pierre-Gaspard Chaumette, též Anaxagoras Chaumette (24. května 1763, Nevers – 13. dubna 1794, Paříž) byl politik během Velké francouzské revoluce. Za jakobínského teroru byl gilotinován spolu s hébertisty.

## Životopis
Pierre-Gaspard Chaumette byl synem ševce. V roce 1789 vystudoval medicínu v Paříži, po vypuknutí revoluce pracoval jako redaktor deníku Révolutions de Paris a jako písař politického klubu kordeliérů. Chaumette se stal mluvčím chudých předměstí a rozvinul radikální revoluční pozice, zvláště po králově neúspěšném útěku do Varennes a masakru na Martově poli. V roce 1792 se podílel na útoku na Tuileries a stal se procureurem (sekretářem) Pařížské komuny. Během zářijových masakrů chyběl jako vládní komisař na Calvadosu. Agitoval mezi pařížskými sansculoty proti umírněným stranám, jako byli girondisté. Prosadil zřízení revolučního tribunálu pro stíhání kontrarevolučních aktivit.
Na znamení rozchodu s minulostí přijal jméno Anaxagoras. Jeho zásadní rovnostářství bylo vyjádřeno například návrhem, aby všichni, stejně jako obyčejní lidé, nosili pouze dřeváky a jedli brambory. Chaumette považoval církev za symbol starého řádu, který odmítal, takže se zvláště zavázal k odkřesťanštění a prosazoval kult rozumu. V roce 1794 jako generální prokurátor Paříže požadoval, aby se v budoucnu při pohřbech nerozlišovalo mezi bohatými a chudými.
Měl blízko ke skupině hébertistů, ale byl poněkud umírněnější. Jako jeden z vůdců Pařížské komuny se na jaře 1794 postavil proti hebertistickým výzvám ke svržení „nové tyranie“ (Robespierra). Sám Chaumette byl však později popraven, protože Maximilien Robespierre viděl v jeho popularitě a v ateistické a radikální sociálně-revoluční politice, kterou prosazoval, domácí i zahraniční politickou hrozbu pro Francii. Chaumette byl také podezřelý, že je zahraničním agentem kvůli svému přátelství s německo-nizozemským přistěhovalcem Anacharsisem Clootsem.